# Quatrième circonscription de la préfecture d'Okinawa
La quatrième circonscription de la préfecture d'Okinawa (沖縄県第4区, Okinawa-ken dai-yon-ku) est l'une des quatre circonscriptions législatives que compte la préfecture d'Okinawa au Japon.

## Description géographique
Entre 2002 et 2013, la quatrième circonscription de la préfecture d'Okinawa regroupait les villes d'Hirara, Ishigaki, Itoman et Tomigusuku, les districts de Miyako et Yaeyama et une partie du district de Shimajiri comprenant les bourgs de Kochinda (ja), Sashiki (ja), Yonabaru et Haebaru et les villages de Gushikami (ja), Tamagusuku (ja), Chinen (ja) et Ōzato (ja).
Depuis 2013, elle réunit les villes d'Ishigaki, Itoman, Tomigusuku, Miyakojima et Nanjō, les districts de Miyako et Yaeyama et une partie du district de Shimajiri correspondant aux bourgs de Yonabaru, Haebaru et Yaese.

## Députés
| Législature | Début de mandat | Fin de mandat | Député élu              | Parti politique | Parti politique |
| ----------- | --------------- | ------------- | ----------------------- | --------------- | --------------- |
| 43e         | 2003            | 2005          | Kōsaburō Nishime        |                 | PLD             |
| 44e         | 2005            | 2009          | Kōsaburō Nishime        |                 | PLD             |
| 45e         | 2009            | 2012          | Chōbin Zukeran (ja)     |                 | PDJ             |
| 46e         | 2012            | 2014          | Kōsaburō Nishime        |                 | PLD             |
| 47e         | 2014            | 2017          | Toshinobu Nakasato (ja) |                 | SE              |
| 48e         | 2017            | 2021          | Kōsaburō Nishime        |                 | PLD             |
| 49e         | 2021            | 2024          | Kōsaburō Nishime        |                 | PLD             |
| 50e         | 2024            | -             | Kōsaburō Nishime        |                 | PLD             |